# Frank de Grave
Franciscus Hendrikus Gerardus (Frank) de Grave (Amsterdam, 27 juni 1955) is een Nederlands politicus en bestuurder. Namens de Volkspartij voor Vrijheid en Democratie (VVD) was hij wethouder in de gemeente Amsterdam (1991-1996), staatssecretaris van Sociale Zaken en Werkgelegenheid (1996-1998) en minister van Defensie in het kabinet-Kok II (1998-2002). Ook maakte hij deel uit van het zogeheten Des Indes-beraad. Verder was hij tussen 15 maart en 18 mei 2009 de financiële topman (CFO) van DSB Bank, als opvolger van Gerrit Zalm. Van 2011 tot 2018 maakte hij deel uit van de Eerste Kamer. Per 3 september 2018 is De Grave lid van de Raad van State.

## Jeugd

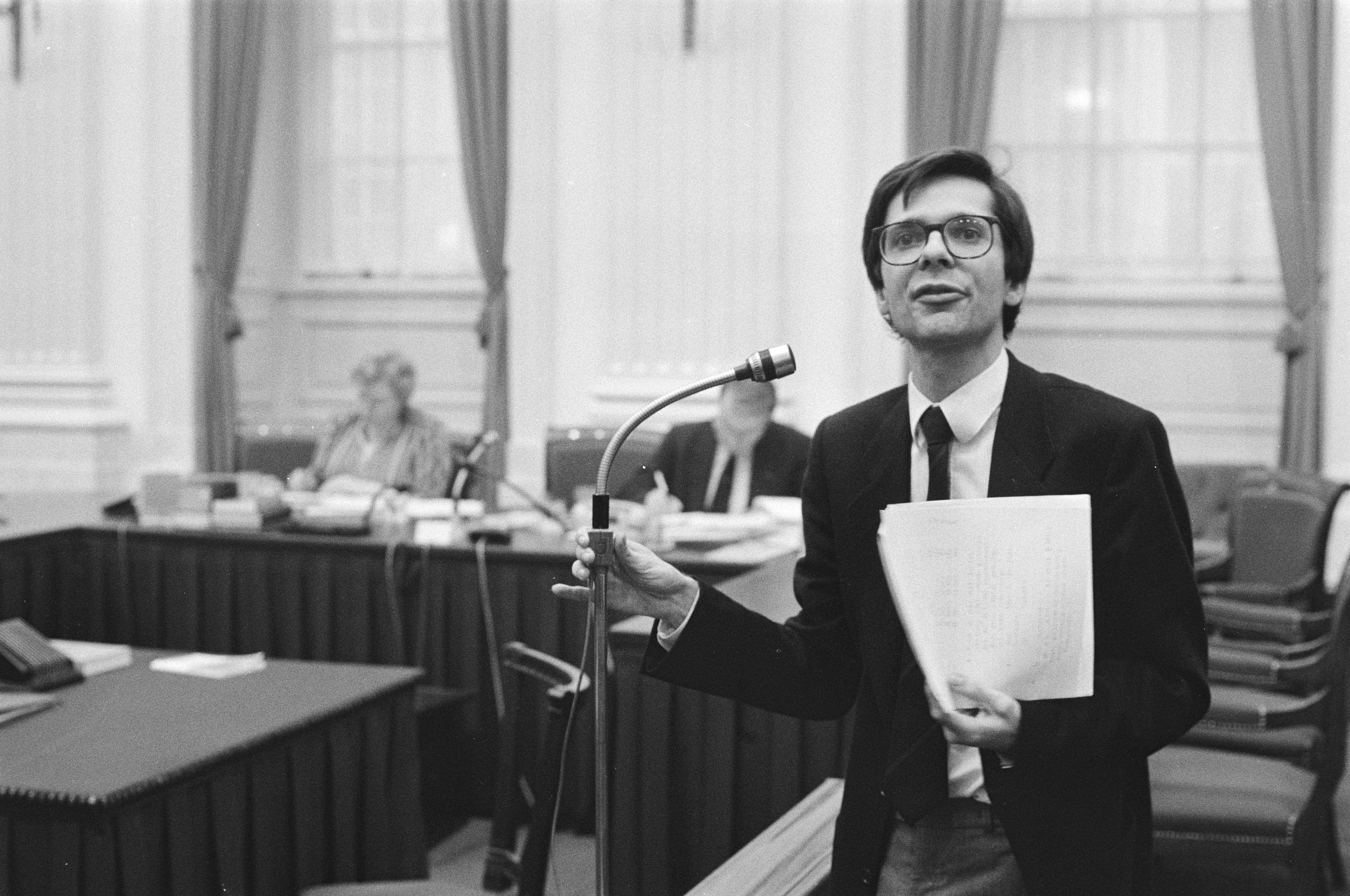
De Grave (1984)

De Grave werd geboren als zoon van een handelaar in stoffen. Toen hij anderhalf jaar oud was verongelukte zijn vader. Zijn moeder hertrouwde met een beroepsmilitair toen hij zeven was.
Na zijn gymnasium-A-opleiding studeerde De Grave aan de Rijksuniversiteit Groningen Nederlands recht met als hoofdrichting staats- en bestuursrecht en openbare financiën. Tijdens zijn studie werd De Grave bestuurslid van de juridische faculteit/universiteitsraad. Bij de faculteitsraad was hij een van de oprichters van de politieke studievereniging Ten Behoeve van Rechtenstudenten (TBR). Ook werd hij al jong lid van de afdeling Assen van de jongerenorganisatie van de Volkspartij voor Vrijheid en Democratie, de JOVD. Later nam De Grave zitting in het hoofdbestuur van de JOVD, eerst als internationaal secretaris en daarna als landelijk voorzitter. Hij vervulde zijn militaire dienstplicht bij de Koninklijke Landmacht en bereikte daar de stand van soldaat eerste klas.
In 1982 werd De Grave lid van de Tweede Kamer.

## Ministerschap
In 1998 werd De Grave benoemd tot minister van Defensie, bij zijn aantreden als minister van Defensie werd hij meteen geconfronteerd met nieuwe onthullingen met betrekking tot de Val van Srebrenica in 1995. Hij besloot snel te handelen en gaf de politicus Jos van Kemenade opdracht een onderzoek in te stellen. Van Kemenade concludeerde in dit rapport dat er geen sprake was van een 'doofpotcultuur' bij Defensie (in 2002 zou het NIOD-rapport overigens heel andere uitspraken doen, hetgeen leidde tot de conclusie van De Grave dat aftreden onvermijdelijk was; uiteindelijk viel het hele kabinet). De Grave gebruikte het rapport voor een reorganisatie op zijn departement.
Een van de meest in het oog springende zaken die Frank de Grave te doen kreeg was de besluitvorming rond de aanschaf van de Joint Strike Fighter en eventuele deelname aan het bijbehorende project. Bij de val van het kabinet op 16 april 2002, net een maand voor de verkiezingen, was het definitieve besluit daarover nog niet genomen.

## DSB Bank
In maart 2009 trad De Grave aan bij de DSB Bank, hij was de opvolger van voormalig minister van Financiën Gerrit Zalm die door Wouter Bos van de PvdA werd gevraagd ABN AMRO te leiden ten tijde van de kredietcrisis. Al na twee maanden, in mei 2009, vertrok De Grave bij de DSB, de bank van Dirk Scheringa. Volgens het persbericht van DSB was er een onvoldoende match in de persoonlijke verhoudingen tussen De Grave en het bestuur van DSB. De Grave mocht van de DSB niets zeggen over zijn vertrek. Kort na het vertrek van De Grave kwam DSB in opspraak wegens het verstrekken van te hoge leningen en koppelverkoop. In mei 2009 had De Grave een gesprek met toezichthouder De Nederlandsche Bank (DNB), de DNB deed geen mededelingen over dit onderhoud. Het leek erop dat De Grave misstanden aan de kaak had willen stellen over de DSB; de Nederlandsche Bank heeft DSB echter niet aangepakt. DSB heeft uiteindelijk boetes gekregen van de Autoriteit Financiële Markten (AFM).

## Raad van State
Op 31 augustus 2018 werd hij door het kabinet voorgedragen voor de functie van staatsraad bij de Raad van State. Per 3 september 2018 is De Grave lid van de Raad van State.

## Loopbaan
- 1977 - VVD-medewerker bij de Provinciale Staten van de provincie Drenthe
- 1981 - 3e secretaris van de raad van bestuur van de AMRO-bank
- 1982 - VVD-gemeenteraadslid in de gemeente Amsterdam
- 1982 - Lid van de Tweede Kamer voor de VVD
- 1991 - Wethouder van financiën en locoburgemeester van de gemeente Amsterdam
- januari - juni 1994 waarnemend burgemeester van Amsterdam.
- 1996 - Staatssecretaris van Sociale Zaken en Werkgelegenheid in het kabinet-Kok I
- 1998 - Lid van de Tweede Kamer voor de VVD
- 1998 - Minister van Defensie in het kabinet-Kok II
- 2002 - Lid van de Tweede Kamer voor de VVD
- 2004 - Voorzitter College Tarieven Gezondheidszorg
- 2006 - Voorzitter raad van bestuur Nederlandse Zorgautoriteit
- 2008 - Bestuursvoorzitter Artis
- 2009 - CFO DSB Bank
- 2009 - Bestuursadviseur Twynstra Gudde Adviseurs en Managers
- 2010 - Voorzitter van de Orde van Medische Specialisten
- 2011 - Lid van de Eerste Kamer voor de VVD
- 2015 - Voorzitter Federatie Medisch Specialisten (tot januari 2017)
- 2018 - Lid van de Raad van State

## Privé
Hij is gehuwd met Dorienke de Grave-Verkerk, die in 2007 namens de VVD deel ging uitmaken van de Provinciale Staten van Noord-Holland. Het paar heeft twee kinderen.

## Media
De Grave is meermaals door Owen Schumacher geïmiteerd in het programma Kopspijkers. Hij stond bekend om de slagzin "Nobody fucks with Frank de Grave". Ditzelfde personage werd later ook een terugkerend karakter in Koefnoen.
- Gemeinsame Normdatei: 1156495490
- Parlement.com: vg09llnbt3zx
- Virtual International Authority File: 973152451232506650009